# هويرب

تعديل مصدري - تعديل

هويرب هي إحدى قرى عزلة العارة بمديرية المضاربة والعارة التابعة لمحافظة لحج في اليمن، بلغ تعداد سكانها 494 نسمة حسب تعداد اليمن لعام 2004.